# Florești (Scorțeni), Bacău
Florești (în trecut, Sârbi; în maghiară Szerbek) este un sat în comuna Scorțeni din județul Bacău, Moldova, România.